# Resolutie 855 Veiligheidsraad Verenigde Naties
Resolutie 855 van de Veiligheidsraad van de Verenigde Naties werd op 9 augustus 1993 met veertien stemmen voor en één onthouding van China aangenomen.

## Achtergrond
In 1980 overleed de Joegoslavische leider Tito, die decennialang de bindende kracht was geweest tussen de zes deelstaten van het land. Na zijn dood kende het nationalisme een sterke opmars, en in 1991 verklaarden verschillende deelstaten zich onafhankelijk. Zo ook Bosnië en Herzegovina, waar in 1992 een burgeroorlog ontstond tussen de Bosniakken, Kroaten en Serviërs. Deze oorlog, waarbij etnische zuiveringen plaatsvonden, ging door tot in 1995 vrede werd gesloten.

## Inhoud
De Veiligheidsraad:
- neemt nota van de brieven van de Organisatie voor Veiligheid en Samenwerking in Europa (OVSE);
- neemt verder nota van de brieven van Servië en Montenegro;
- is bezorgd om diens weigering om de langdurige OVSE-missies nog langer toe te staan;
- bedenkt dat die missies veel hebben bijgedragen aan de stabiliteit en vermindering van het risico op geweld in Kosovo, Sandjak en Vojvodina;
- bevestigt voorgaande resoluties gericht op de beëindiging van het conflict in ex-Joegoslavië;
- is vastberaden om verdere uitbreiding van het conflict te voorkomen waardoor veel belang wordt gehecht aan het werk van de OVSE;
- benadrukt de territoriale integriteit en onafhankelijkheid van alle landen in de regio;

1. steunt de inspanningen van de OVSE;
2. roept Servië en Montenegro op zijn weigering te herzien, samen te werken met de OVSE en akkoord te gaan met een vermeerdering van diens waarnemers;
3. roept Servië en Montenegro verder op de veiligheid van die waarnemers te verzekeren en hun ongehinderde toegang te verschaffen;
4. besluit om op de hoogte te blijven.

## Verwante resoluties
- Resolutie 845 Veiligheidsraad Verenigde Naties
- Resolutie 847 Veiligheidsraad Verenigde Naties
- Resolutie 857 Veiligheidsraad Verenigde Naties
- Resolutie 859 Veiligheidsraad Verenigde Naties

Lijst ·  800 ·  801 ·  802 ·  803 ·  804 ·  805 ·  806 ·  807 ·  808 ·  809 ·  810 ·  811 ·  812 ·  813 ·  814 ·  815 ·  816 ·  817 ·  818 ·  819 ·  820 ·  821 ·  822 ·  823 ·  824 ·  825 ·  826 ·  827 ·  828 ·  829 ·  830 ·  831 ·  832 ·  833 ·  834 ·  835 ·  836 ·  837 ·  838 ·  839 ·  840 ·  841 ·  842 ·  843 ·  844 ·  845 ·  846 ·  847 ·  848 ·  849 ·  850 ·  851 ·  852 ·  853 ·  854 ·  855 ·  856 ·  857 ·  858 ·  859 ·  860 ·  861 ·  862 ·  863 ·  864 ·  865 ·  866 ·  867 ·  868 ·  869 ·  870 ·  871 ·  872 ·  873 ·  874 ·  875 ·  876 ·  877 ·  878 ·  879 ·  880 ·  881 ·  882 ·  883 ·  884 ·  885 ·  886 ·  887 ·  888 ·  889 ·  890 ·  891 ·  892